# グレート・スコット
グレート・スコット!（Great Scott!）は、驚きや落胆を表現する英語の感嘆詞である。独特であるが不快感を与えない感嘆詞として、マーク・トウェインの著作やラスボーン＝ブルースコンビのシャーロック・ホームズ映画（ワトソン博士の台詞）、白銀時代のコミック（特にスーパーマン）、テレビシリーズわんぱくデニスのウィルソン氏、映画ロッキー・ホラー・ショー、バック・トゥ・ザ・フューチャーシリーズ（エメット・ブラウン博士）を含む大衆フィクションにおけるキャッチフレーズとして広く使われてきた。
日本語には「なんたることだ!」などと訳されている。

## 起源
この表現の起源は不確かであり、複数の説がある。
1830年10月27日に、The Sydney Monitor紙で発表された詩には「Unlike great Scott, who fell at Waterloo」という1行がある。
また、1856年12月のThe Eclectic Medical Journalにも使われているようだ。

He tells you the aquatic, or cold blooded condition, is valuable as an antiphlogistic agent, and that it soothes and tranquilizes the lungs. ‘Great Scott!’ Mystery upon mystery, and marvel upon marvel!

南北戦争の北軍最高指揮官ウィンフィールド・スコット将軍（1786年-1866年）を起源とする説もある。「年取った空騒ぎ」 (Old Fuss and Feathers) として彼の軍隊に知られたこの将軍は晩年体重が136 kgあり、馬に乗ることができなかった。1861年5月版のニューヨーク・タイムズには以下の文が含まれている。

These gathering hosts of loyal freemen, under the command of the great SCOTT.